# La Soledad, Guadalupe y Calvo
La Soledad är en ort i Mexiko.   Den ligger i kommunen Guadalupe y Calvo och delstaten Chihuahua, i den nordvästra delen av landet, 1 100 km nordväst om huvudstaden Mexico City. La Soledad ligger 1 278 meter över havet och antalet invånare är 208.
Terrängen runt La Soledad är bergig åt nordost, men åt sydväst är den kuperad. Runt La Soledad är det mycket glesbefolkat, med 6 invånare per kvadratkilometer. Närmaste större samhälle är San Simón, 3,7 km söder om La Soledad. I omgivningarna runt La Soledad växer i huvudsak blandskog.